# 圓善論
圓善論，牟宗三於著作《圓善論》中提出的理論。圓善論是由《現象與物自身》的思想邏輯所發展而來。其中牟宗三參考了佛教天台宗的判教模式，認為儒家是正盈。而正盈當中又有圓與不圓之分，如周敦頤、張橫渠、程明道、王陽明等都屬圓，而他們的理論則稱為「圓教」。而圓教，則稱為圓滿之教。要達至圓滿之教，則需要參考佛教的德福一致。然儒家要達到德福一致，牟宗三認為：「德是理性之事，福是存在之事；德為本，福為跡，跡本圓融，理性與存在為一，故德福渾為一事。」

## 圓善論的發展
牟宗三融攝了康德的道德底形上學，並建構了兩層存有論，當中物自身為無執的存有論、現象為執的存有論。而從建構兩層存有論當中，牟宗三從康德的最高善中肯定了最高的善為圓善。

## 德福一致的問題
德福一致，牟宗三以孟子的天爵與人爵為契機。當中的天爵為德，人爵為福。然而，牟宗三認為千百年來，儒家一直有德無福，有福無德，蓋其因由儒家一直以「安貧樂道」、「陳蔡絕糧」等困難仍然泰然處之。牟宗三認為雖然是德，但卻不是福。而要達到德福一致，則必須要兩者兼顧。因此，要實現圓善，除了進德修業外，還要有一個公平、合理的社會作客觀保障。